# Tōhei Kōichi

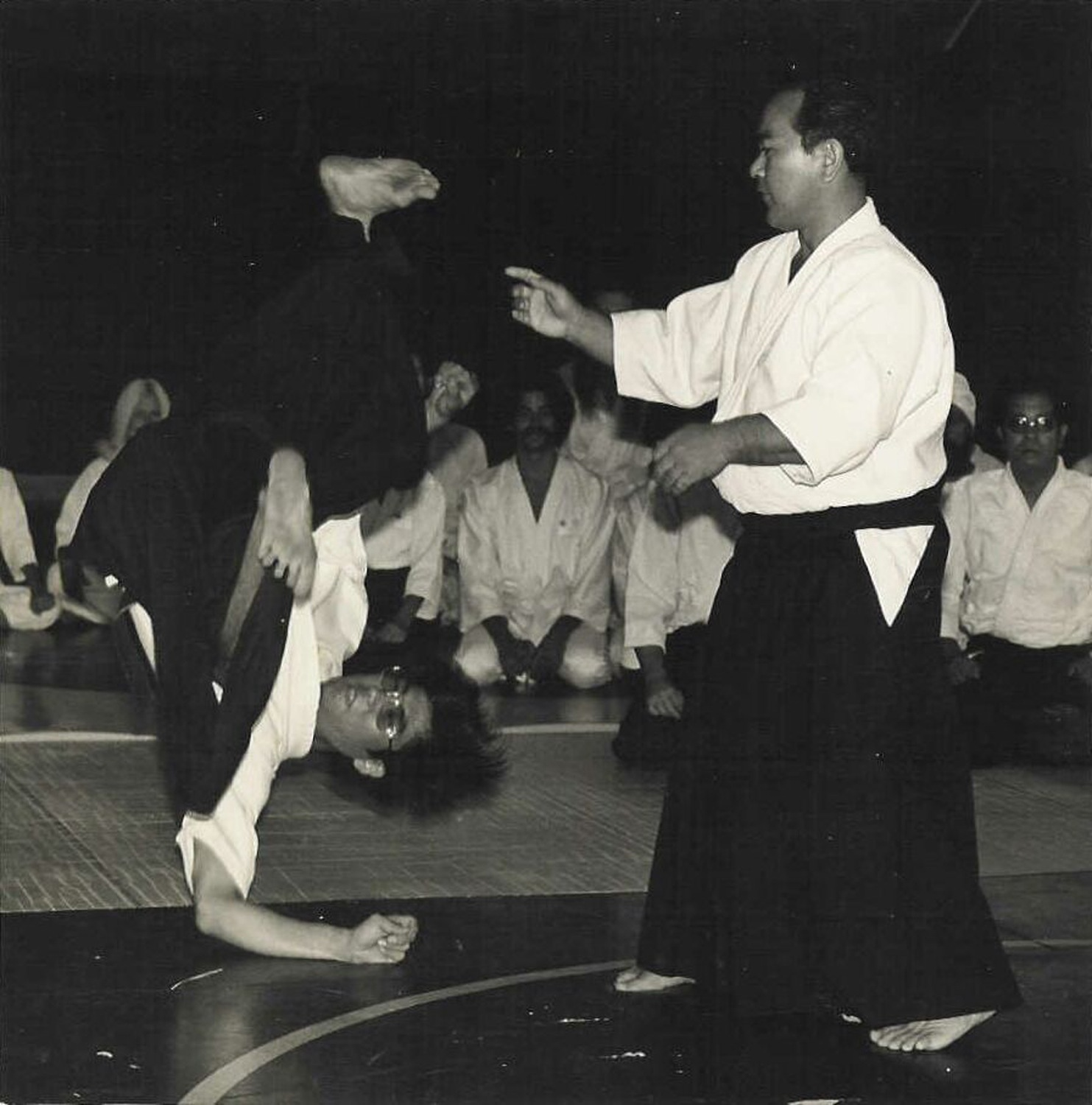
Tōhei Kōichi

Tōhei Kōichi (jap. 藤平光一; * 20. Januar 1920 in Tokio; † 19. Mai 2011) war ein japanischer Aikidō-Lehrer und einer der wenigen Träger eines 10. Dan.

## Leben
Als Kind war Tōhei eher schwächlich, so dass sein Vater ihn zum Jūdō und Zen führte, um seinen Körper zu stärken.
1939 traf er Ueshiba Morihei und begann mit dem Aikidō. Er war einer seiner Lieblingsschüler und wurde 1956 Cheftrainer (shihan buchō) im Aikikai Honbu Dōjō. Durch seine Reisen nach Hawaii (ab 1953) und später nach Nordamerika und Europa war er maßgeblich an der Verbreitung des Aikidō im Westen beteiligt. Vom Gründer bekam er 1969 den 10. Dan verliehen.
Wegen Differenzen mit Kisshōmaru Ueshiba, dem Sohn und Nachfolger des Aikidō-Begründers, gründete er 1971 den eigenen Verband Ki no Kenkyūkai, blieb jedoch vorerst im Aikikai. 1974 kam es zum endgültigen Bruch. Die von ihm begründete Stilrichtung des Aikidō nennt sich Shin-Shin-Tōitsu Aikidō – „Aikido in Einheit von Körper und Geist“; häufig wird es auch als Ki-Aikidō bezeichnet. Zusätzlich zur Kampfkunst lehrte er das von Tempu Nakamura übernommene Shin Shin Tōitsu Dō (Ki-Training) und eine ans Shiatsu angelehnte Therapieform, Kiatsu, bei der man Ki in verhärtete Muskeln fließen lässt, damit diese sich entspannen.
Tōhei Kōichi starb am 19. Mai 2011 im Alter von 91 Jahren an einer Lungenentzündung, nach einem zweiwöchigen Krankenhausaufenthalt.

## Werke

### Bücher
- Ki im täglichen Leben. Kristkeitz, Leimen 1979, ISBN 3-932337-42-5
- Das Ki-Heilungsbuch: Selbstheilung durch die Aktivierung und Lenkung von Ki. Goldmann, München 2008, ISBN 978-3-442-21830-1
- Das Ki-Buch. Der Weg zur Einheit von Geist und Körper. Kristkeitz, Heidelberg 2002, ISBN 3-921508-97-5
- Kiatsu: Heilung mit Ki. Kristkeitz, Heidelberg 2003, ISBN 3-932337-21-2
- Aikido mit Ki: Einführung in die Praxis des Shin-shin-tōitsu-Aikidō (mit Koretoshi Maruyama). Kristkeitz, Heidelberg 2005, ISBN 3-932337-06-9

### Videos
- Authentisches Aikido, 1960 (Neuauflage Abanico 1998, ISBN 3-89540-132-3)